# Vint
Vint è un album musicale dei Farinei dla Brigna, uscito nel 2009 in occasione del ventennale di attività del gruppo. Contiene, tra gli altri, il pezzo inedito Celestin e la canzone Vint ani fa, cantata dal gruppo insieme a Danilo Amerio. Scritto da Davide Calabrese e Fabrizio Rizzolo, segna il ritorno della band agli antichi splendori, dove si possono trovare, oltre alle canzoni, vari monologhi o intermezzi ( DJ Rosario, Il Lido di Camoglio versione bagnasciuga etc).

## Tracce
1. Celestin – 4:35
2. La Maslera – 3:59
3. Infradito 1 - DJ Rosario (dialogo) – 2:34
4. Bagassa – 3:40
5. Al lido di Camoglio – 5:05
6. Discosamba – 6:37
7. Soma d'aj – 3:11
8. Infradito 2 - Le violiniste (dialogo) – 1:28
9. Accendi la TV – 3:53
10. Tanga d'la gelosia – 3:10
11. Potevo morire – 5:34
12. Infradito 3 - La parolaccia (dialogo) – 1:43
13. Sun sop – 4:31
14. Infradito 4 - Sansa luce (dialogo) – 1:07
15. Vint ani fa (con Danilo Amerio) – 5:22
16. Infradito 5 - La banda (dialogo) – 1:30
17. Và che la vita a va – 3:53
18. Al lido di Camoglio (lato bagnasciuga) – 3:28
19. Infradito 6 - Radio Rosario (dialogo) – 2:56

## L'edizione Special
In occasione dell'uscita dell'album, è stata realizzata anche l'edizione "Vint Special" a tiratura limitata (1000 esemplari), venduta esclusivamente in occasione del concerto di Asti del 3 luglio 2009. In aggiunta alle tracce sopra elencate, nell'album "Special" alcune canzoni non hanno il finale sfumato, bensì commentato dai Farinei stessi. Inoltre, l'album Vint Special conta alcune tracce aggiuntive:
- Magic moment (Tragic Moment)
- Discorimba
- Celestin karaoke
- Vint ani dop (dialogo)